# シャクルトン棚氷
座標: 南緯66度00分 東経100度00分 / 南緯66.000度 東経100.000度
シャクルトン棚氷（シャクルトンたなごおり Shackleton Ice Shelf）は、東南極にある棚氷。幅約345キロメートルで、東側は約64キロメートル、西側は約145キロメートル海側に張り出した形状になっている。棚氷内にはテイラー島やヘンダーソン島などがあり、西側はデービス海となっている。また、南極大陸からは棚氷に向けてスコット氷河が流出してきている。この棚氷はアメリカ人のチャールズ・ウィルクスによって1840年に発見された。後にダグラス・モーソンによりアーネスト・シャクルトンにちなんで命名されている。詳細が判明するようになったのは、1946年のハイジャンプ作戦による空中偵察以降のことである。